# 细距耧斗菜
细距耧斗菜（学名：Aquilegia ecalcarata f. semicalcarata）为毛茛科耧斗菜属无距耧斗菜下的一个变型。

## 扩展阅读
- 維基物種上的相關：细距耧斗菜